# اولن
شهر اولن (به فرانسوی: Oullins) در شهرستان رون در ناحیه رون-آلپ با جمعیت ۲۵٬۶۹۴ نفر در کشور فرانسه واقع شده‌است